# 서지연 (배우)
서지연(본명: 서정주)은 대한민국의 배우이자 모델이다.

## 학력
- 서울예술대학 방송연예과

## 출연작

### 드라마
- 《미워도 사랑해》 (KBS1, 2018년)
- 《이름 없는 여자》 (KBS2, 2017년)
- 《역적 : 백성을 훔친 도적》 (MBC, 2017년)
- 《저 하늘에 태양이》 (KBS2, 2016년)
- 《내 딸, 금사월》 (MBC, 2015년)
- 《장사의 신 - 객주 2015》 (KBS2, 2015년)
- 《그녀는 예뻤다》 (MBC, 2015년)
- 《마을》 (SBS, 2015년)
- 《밤을 걷는 선비》 (MBC, 2015년) - 숙빈 역
- 《너를 사랑한 시간》 (SBS, 2015년) - 매장 직원 역
- 《화정》 (MBC, 2015년) - 기방행수 역
- 《태양의 도시》 (MBC 드라마넷, 2015년) - 소은진 역
- 《킬미힐미》 (MBC, 2015년) - 웨딩드레스샵 직원 역
- 《피노키오》 (SBS, 2014년~2015년) - 가방매장 매니저 역
- 《미녀의 탄생》 (SBS, 2014년~2015년) - 시식단 역
- 《전설의 마녀》 (MBC, 2014년~2015년) - 진상손님 역
- 《괜찮아, 사랑이야》 (SBS, 2014년) - 임박사 처 역
- 《야경꾼 일지》 (MBC, 2014년) - 시녀귀신 역
- 《가족끼리 왜 이래》 (KBS2, 2014년) - 쇼핑호스트 역
- 《운명처럼 널 사랑해》 (MBC, 2014년) - 기자 역
- 《트로트의 연인》 (KBS2, 2014년) - 별이 담임선생님 역
- 《너희들은 포위됐다》 (SBS, 2014년) - 예준의 엄마 역
- 《12년만의 재회: 달래 된, 장국》 (JTBC, 2014년) - 박효림 역
- 《왔다! 장보리》 (MBC, 2014년) - 학교 선생님 역
- 《나만의 당신》 (SBS, 2014년) - 이기숙 기자 역
- 《로맨스가 필요해 3》 (tvN, 2014년) - 인터뷰 하는 기자 역
- 《귀부인》 (JTBC, 2014년) - 도우미 역
- 《총리와 나》 (KBS2, 2013년~2014년)
- 《미래의 선택》 (KBS2, 2013년) - 주현 아내 역
- 《기황후》 (MBC, 2013년) - 감찰상궁 역
- 《제왕의 딸 수백향》 (MBC, 2013년) - 여인 역
- 《구암허준》 (MBC, 2013년) - 안씨 역
- 《세 번 결혼하는 여자》 (SBS, 2013년) - 주하친구 역
- 《투윅스》 (MBC, 2013년) - 룸싸롱 종업원 역
- 《주군의 태양》 (SBS, 2013년) - 공실의 고등학교 동창 역
- 《그녀의 신화》 (JTBC, 2013년) - 백화점 의류매장 매니저 역
- 《후아유》 (tvN, 2013년) - 마사지샵 직원 역
- 《스캔들: 매우 충격적이고 부도덕한 사건》 (MBC, 2013년) - 기자 역
- 《무정도시》 (JTBC, 2013년) - 마담 역
- 《예쁜 남자》 (KBS2, 2013년) - 쇼핑호스트 역
- 《너의 목소리가 들려》 (SBS, 2013년)
- 《야왕》 (SBS, 2013년)
- 《산 너머 남촌에는 2》 (KBS1, 2012년) - 기태 처 역
- 《다섯 손가락》 (SBS, 2012년)
- 《우리가 결혼할 수 있을까》 (JTBC, 2012년) - 성형외과 김실장 역
- 《메이퀸》 (MBC, 2012년) - 채경미 역
- 《골든타임》 (MBC, 2012년) - 중환자실 간호사 역
- 《로맨스가 필요해 2012》 (tvN, 2012년) - 기자 역
- 《무신》 (MBC, 2012년) - 탈녀가네 역
- 《빛과 그림자》 (MBC, 2012년) - 35회 출연
- 《별도 달도 따줄게》 (KBS2, 2012년)
- 《아이두 아이두》 (MBC, 2012년) - 구두회사 접수처 직원 역
- 《신사의 품격》 (SBS, 2012년) - 골프 의류매장 직원 역
- 《인현왕후의 남자》 (tvN, 2012년) - 스튜어디스 역
- 《신들의 만찬》 (MBC, 2012년) - 간호사 역
- 《넝쿨째 굴러온 당신》 (KBS2, 2012년) - 방송국 기자 역
- 《KBS 드라마 스페셜 - 동일범》 (KBS2, 2011년) - 허숙경 역
- 《특수사건 전담반 TEN》 (OCN, 2011년 ~ 2012년) - 조수영의 동생 역
- 《애정만만세》 (MBC, 2011년 ~ 2012년) - 의류매장 직원 역
- 《파라다이스 목장》 (SBS, 2011년) - 리조트 직원 역
- 《신기생뎐》 (SBS, 2011년) - 고깃집 직원 역
- 《김수로》 (MBC, 2010년)
- 《나쁜남자》 (SBS, 2010년) - 10회 출연
- 《검사 프린세스》 (SBS, 2010년) - 빵집 손님 역
- 《동이》 (MBC, 2010년) - 동궁전 상궁 역
- 《산부인과》 (SBS, 2010년) - 자궁적출 수술한 환자의 여동생 역
- 《망설이지마》 (SBS, 2009년) - 김비서 역
- 《태양을 삼켜라》 (SBS, 2009년) - 진숙 역
- 《최강칠우》 (KBS2, 2009년) - 목희 역
- 《꽃보다 남자》 (KBS2, 2009년) - 금잔디에게 옷정리를 해달라는 여자 역
- 《하얀 거짓말》 (MBC, 2008년) - 송연희의 친구 유경애 역
- 《이산》 (MBC, 2008년)
- 《온에어》 (SBS, 2008년) - 마스카라를 홍보하는 여자 역
- 《태양의 여자》 (KBS2, 2008년) - 정비서 역
- 《쾌도 홍길동》 (KBS2, 2008년)
- 《그 여자가 무서워》 (SBS, 2007년~2008년) - 박 간호사 역
- 《칼잡이 오수정》 (SBS, 2007년) - 호텔 안내데스크 직원 역
- 《에어시티》 (MBC, 2007년)
- 《드라마시티 - 쉿, 거기 천사》 (KBS2, 2007년) - 미자 역
- 《꽃피는 봄이 오면》 (KBS2, 2007년) - 최경희 역
- 《궁S》 (MBC, 2007년) - 지밀나인 역
- 《90일, 사랑할 시간》 (MBC, 2006년) - 작가 역
- 《얼마나 좋길래》 (MBC, 2006년) - 우수정 역
- 《환상의 커플》 (MBC, 2006년) - 유경과 효정의 친구 역
- 《주몽》 (MBC, 2006년)
- 《마이걸》 (SBS, 2005년 ~ 2006년) - 호텔 안내데스크 직원 역
- 《결혼합시다》 (MBC, 2005년)
- 《사랑은 아무도 못말려》 (MBC, 2005년) - 이은지 역
- 《이 죽일 놈의 사랑》 (KBS2, 2005년)
- 《내 이름은 김삼순》 (MBC, 2005년) - 웨이트리스 3 역
- 《제5공화국》 (MBC, 2005년)

### 연극
- 《쇼 닥터 힐링》
- 《눈의 여인》 - 눈의 여인 역

### 뮤직비디오
- 고흐 - 따뜻하다
- 레이디스 - Feel So Good
- 쑨남 - 미인도

## 수상
- 2016년 아시아 퍼스트 브랜드 어워즈 베스트 탤런트상
- 2016년 해외동포나눔대상 보건복지위원장상
- 2014년 미스아시아퍼시픽월드 쇼 비즈 패셔니스타상
- 2014년 한중창조경제인대상 대중문화교류부문 한류아티스트상